# ویلیام بول نلسن
ویلیام بول نلسن (انگلیسی: William "Bull" Nelson; ۲۷ سپتامبر ۱۸۲۴ – ۲۹ سپتامبر ۱۸۶۲) فرد نظامی اهل ایالات متحده آمریکا بود.